# Chemiosintesi batterica
La chemiosintesi batterica è un processo che, a differenza della fotosintesi clorofilliana che utilizza l'energia solare, sfrutta l'energia liberata da alcune reazioni inorganiche per produrre sostanze organiche: trasforma, quindi, alcune sostanze inorganiche a più bassa energia (entalpia) in alcune con più alta energia. Questo processo emette energia che la cellula usa per trasformare delle sostanze inorganiche a bassa energia - ad esempio acqua (H2O) e anidride carbonica (CO2) - in sostanze organiche a più alta energia come ad esempio il glucosio (C6H12O6). 
Gli organismi chemiosintetici sono autotrofi, in quanto non dipendono da fonti esterne di molecole organiche. Solo alcuni tipi particolari di organismi, come gli archei termoacidofili o i batteri nitrificanti, svolgono la chemiosintesi.